# Jours d'août
Pour plus de détails, voir Fiche technique et Distribution.
Jours d'août (Dies d'agost) est un film espagnol réalisé par Marc Recha et sorti en 2007.

## Fiche technique
- Titre : Jours d'août
- Titre original : Dies d'agost
- Réalisation : Marc Recha
- Scénario : Marc Recha
- Photographie : Hélène Louvart
- Son : Dani Fontrodona
- Montage : Sergi Dies
- Musique : Pau Recha, Fina La Ina et Borja de Miguel
- Production : Benecé Produccións
- Pays d’origine :  Espagne
- Durée : 1 h 33 min
- Date de sortie : France - 3 janvier 2007

## Distribution
- David Recha
- Marc Recha
- Pere Subirana
- Fina Susin

## Sélection
- Festival international du film de Locarno 2006[1]